# Китайська футбольна асоціація
Китайська футбольна асоціація (中国足球协会, англ. Chinese Football Association, CFA — керівний футбольний орган в Китайській Народній Республіці. Була сформована в Пекіні в 1955 році, в 1974 році була прийнята в члени Азійської футбольної конфедерації, а потім в 1979 році — у ФІФА. З моменту входження до ФІФА Китайська футбольна асоціація стала неурядовою некомерційною організацією, хоча є підрозділом Китайської спортивної адміністрації (англ. Chinese General Administration of Sport).

## Історія
Вперше Китайська футбольна асоціація була заснована в 1924 році. Прийнята в ФІФА в 1931 році, однак після закінчення Громадянської війни в Китаї і поразки Гоміндану, асоціація перемістилася на Тайвань і не могла представляти весь Китай (див. Футбольна асоціація китайського Тайбея).
Чинна Китайська футбольна асоціація в КНР заснована в 1955 році. Штаб-квартира розташована в Пекіні. Голова (президент) — Вей Ді.
У 1994 році КФА сформувала професійну лігу з футболу, що складається з двох Ліг: Цзя-А і Цзя-Б, в кожній з яких грали по 12 команд, два клуби щорічно покидали лігу, а два отримували підвищення.
З початку сезону 2004 року колишня Ліга Цзя-А була замінена Китайською Суперлігою, а поточну Лігу Цзя-Б перейменували в «Першу Лігу Цзя-А». Остання часто називається «Китайською Лігою».
На міжнародній арені Китай представлений чоловічою і жіночою збірними з футболу. На відміну від чоловічої, перша жіноча команда досягла великих успіхів, програвши лише по пенальті національній збірній команді США у фіналі жіночого чемпіонату світу з футболу в 1999 році, а також фінішувавши четвертими на світовій першості 1995 року.

## Керівництво
Після відновлення діяльності асоціації в 1955 році визначили, що вона перебуватиме під керівництвом Китайської спортивної адміністрації. Крім того, асоціація вибирає голову, який зробив великий внесок у розвиток збірної як тренер або гравець. Цю вимогу усунули в 1989 році, коли спорт почав ставати професійним, й асоціація стала позиціонувати себе як неурядова некомерційна організація. Пости голови (президента) і його першого заступника стали формальними, а їхнім головним завданням став нагляд за розвитком футболу в Китаї. Також діяльність асоціації полягає в адміністративних і дисциплінарних розслідуваннях та покараннях, організації проведення змагань чемпіонатів Китаю з футболу, а також національної збірної, в тому числі укладення та розірвання контрактів з головним тренером збірної і його помічниками. При цьому роль власне голови незначна.

## Змагання
| - Суперліга Китаю з футболу - Кубок Китаю з футболу - Суперкубок Китаю з футболу - Перша ліга Китаю з футболу - Друга ліга Китаю з футболу | - Ліга дублюючих складів Суперліги Китаю - Ліга U-19 Китаю - Ліга U-17 Китаю - Ліга U-15 Китаю - Університетська Ліга Китаю |

| - Жіноча Суперліга Китаю - Жіночий кубок Китайської футбольної Асоціації - Жіночий Суперкубок Китаю | - Ліга футзалу Китаю - Кубок КФА з футзалу |

### Пляжний футбол
- Чемпіонат Китаю з пляжного футболу